# Военный переворот в Нигере (1974)
Военный переворот 15 апреля 1974 года в Нигере (фр. Coup d’Etat du 15 avril 1974 au Niger ) — смена власти (военный переворот) в государстве Нигер, в 1974 году. 
Переворот, осуществлённый 15 апреля 1974 года, группой военнослужащих, которые свергли первое постколониальное правительство западноафриканского государства Нигер. Этот военный режим просуществовал до 1991 года.

## Причины
К середине 1970-х годов Нигер был одной из беднейших стран, среднегодовой доход на каждого жителя которой составлял 70 долларов. Засуха 1968 — 1972 годов ухудшила существующие напряженные отношения в единственной правящей партии. Широко распространенные гражданские беспорядки следовали за утверждениями, что некоторые государственные министры незаконно присваивали запасы продовольственной помощи. А. Диори консолидировал власть в руках своих близких. Кроме того, он приобрел новые полномочия, объявляя себя министром иностранных дел и обороны. Ещё одной из причин переворота стало заключение 22 марта 1974 года соглашение о взаимной обороне с Ливией.

## Ход переворота
15 апреля 1974 года, подполковник Сейни Кунче, глава военного переворота, закончил четырнадцать лет правления первого президента Нигера, Амани Диори. Военный переворот начался в 1 часу ночи 15 апреля. Личная охрана президента, Республиканская гвардия, сопротивлялись по приказу жены президента. Она и неизвестное число гвардейцев (по официальным данным два человека) были убиты при сопротивлении аресту в президентском дворце после рассвета 15 апреля.
Утром 15 апреля радио Ниамея в экстренном выпуске сообщило о перевороте. Было объявлено об отмене конституции, роспуске Национальной ассамблеи, запрете политических партий, освобождении политических заключенных. Возглавивший переворот Сейни Кунче, ставший с 17 апреля председателем Высшего Военного Совета и главой временного правительства, обвинил режим Диори в «несправедливости, коррупции и эгоизме». Он подтвердил намерение продолжать поддержку африканских национально-освободительных движений, вести борьбу против неоколониализма, империализма, расизма и сионизма, поддерживать арабские страны. Была создана комиссия для составления списков имущества должностных лиц и проверки незаконных коммерческих сделок. Диори был заключен в тюрьму до 1980 года, а затем оставался под домашним арестом.
Ситуация в стране быстро нормализовалась: вскоре работали все банки, административные учреждения и магазины, был открыт международный аэропорт. В Ниамее прошли демонстрации в поддержку нового правительства.
Нигерийская газета «Найджириан трибюн» писала, что «переворот не мог не произойти». По данным французской газеты Le Monde переворот в Нигере стал 25-м переворотом в истории независимой Африки.

## Последствия
- 17 апреля 1974 года Создан Высший Военный совет[2].
- Национальный совет по развитию заменил Национальную Ассамблею
- Хотя политические партии были вне закона, активистам оппозиции, которые были сосланы во время режима Диори, разрешили возвратиться в Нигер.
- После переворота 1974 года наступило время процветания[источник не указан 4205 дней], сводного выражения мыслей, но военное правительство произвольно заключало под стражу и убивало.
- Первые президентские выборы имели место в 1993 году (спустя 33 года после приобретения независимости), и первые муниципальные выборы только в 2007 году.